# Etlingera
Etlingera är ett släkte av enhjärtbladiga växter. Etlingera ingår i familjen Zingiberaceae.

## Bildgalleri

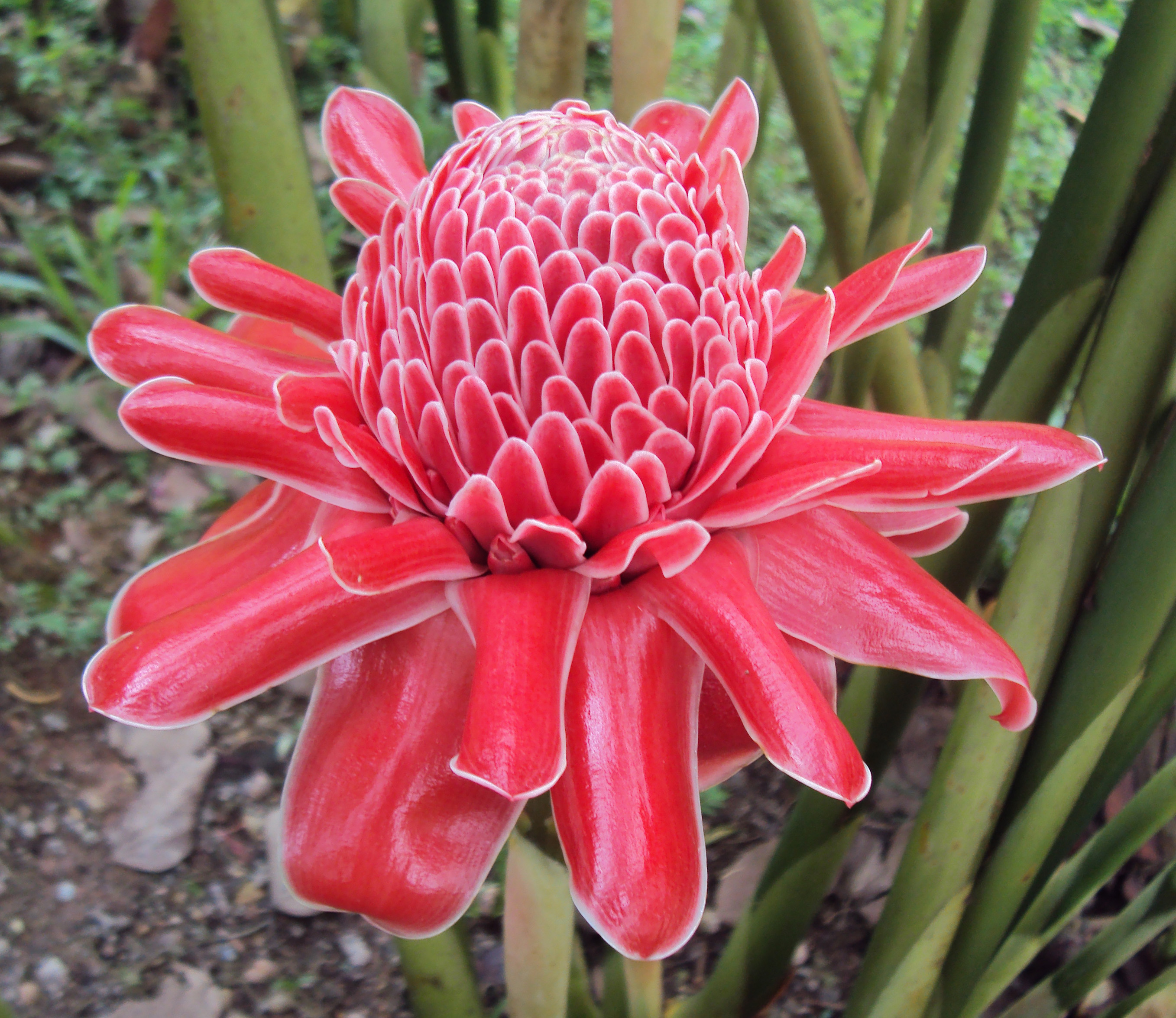
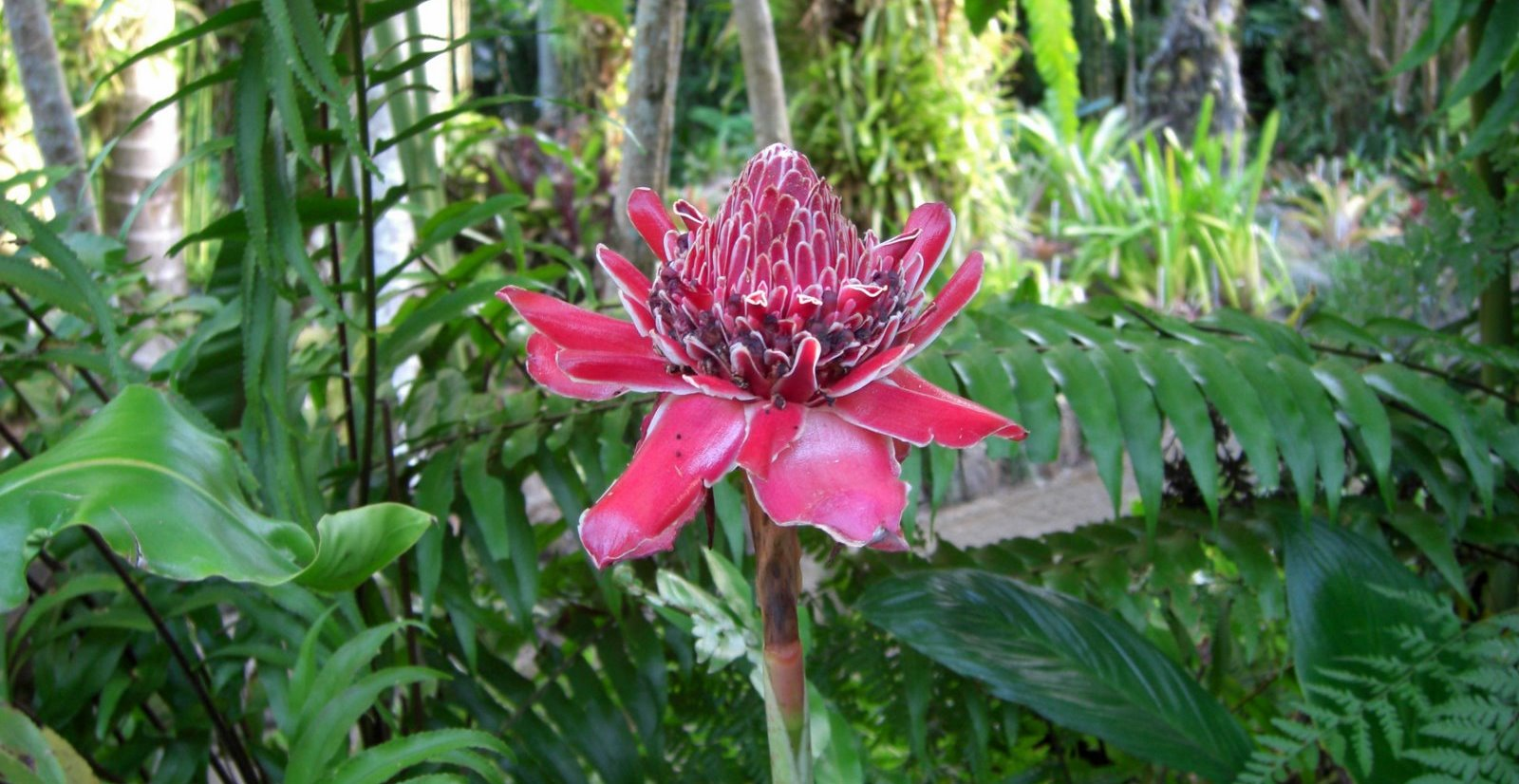
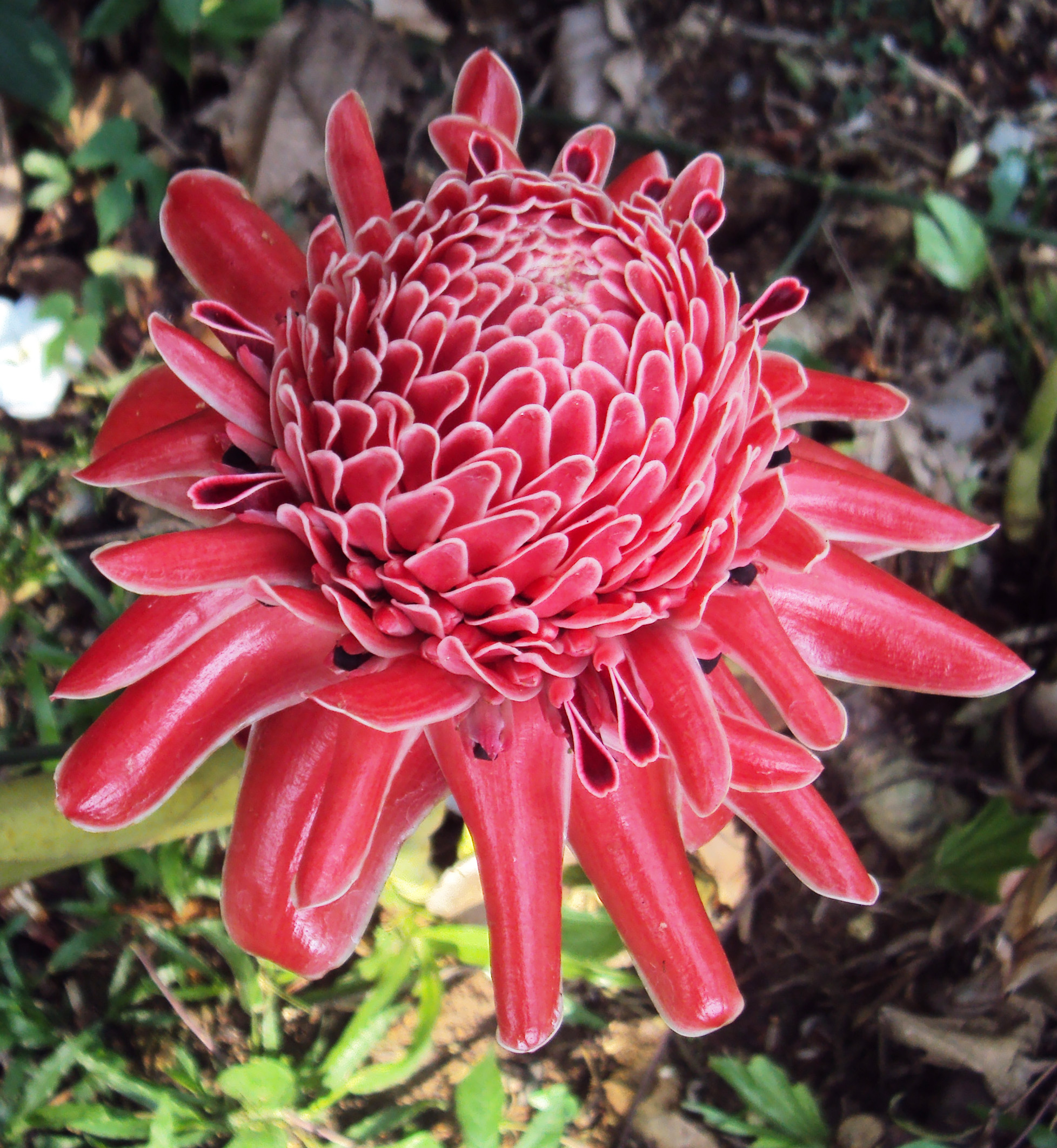
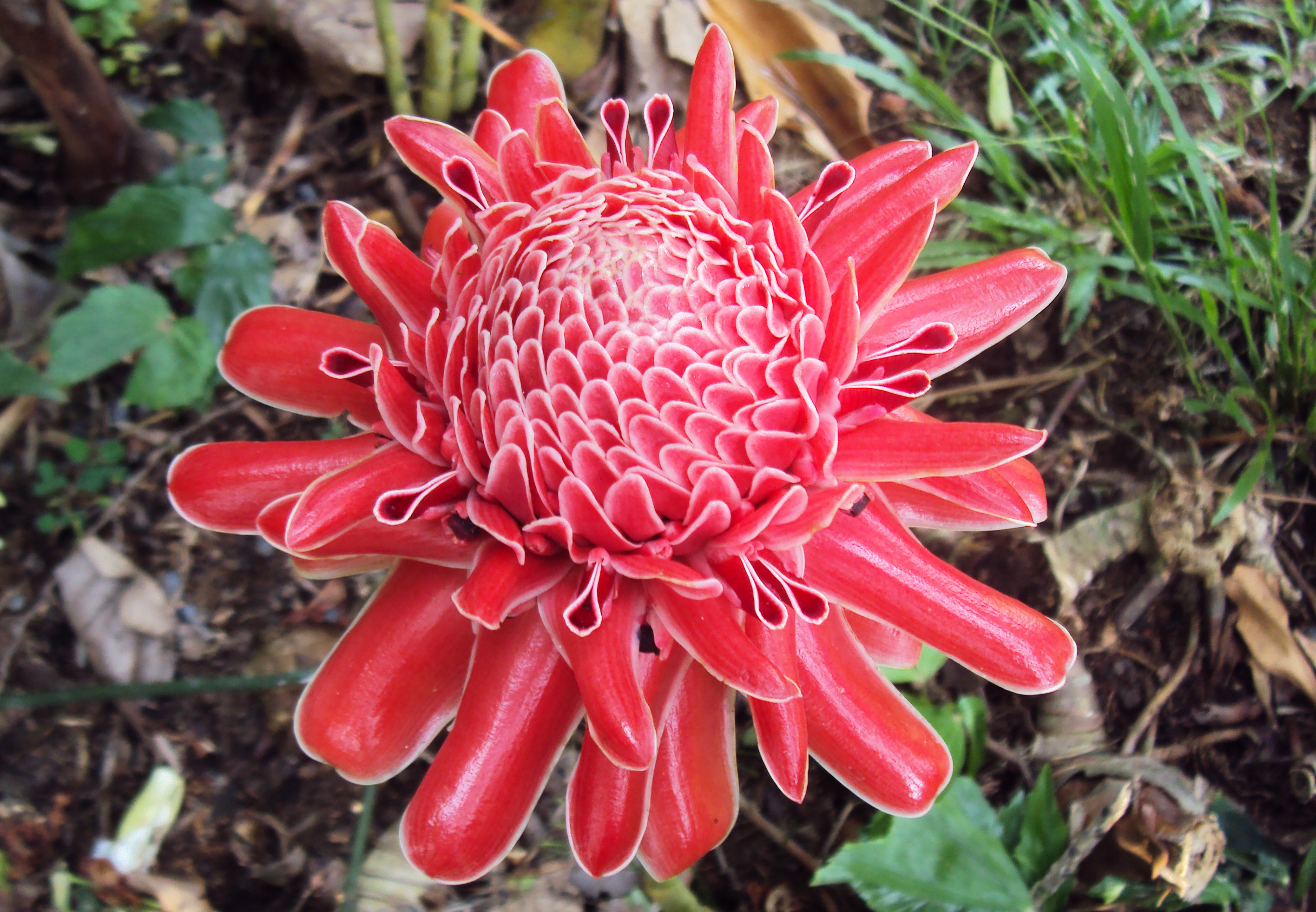
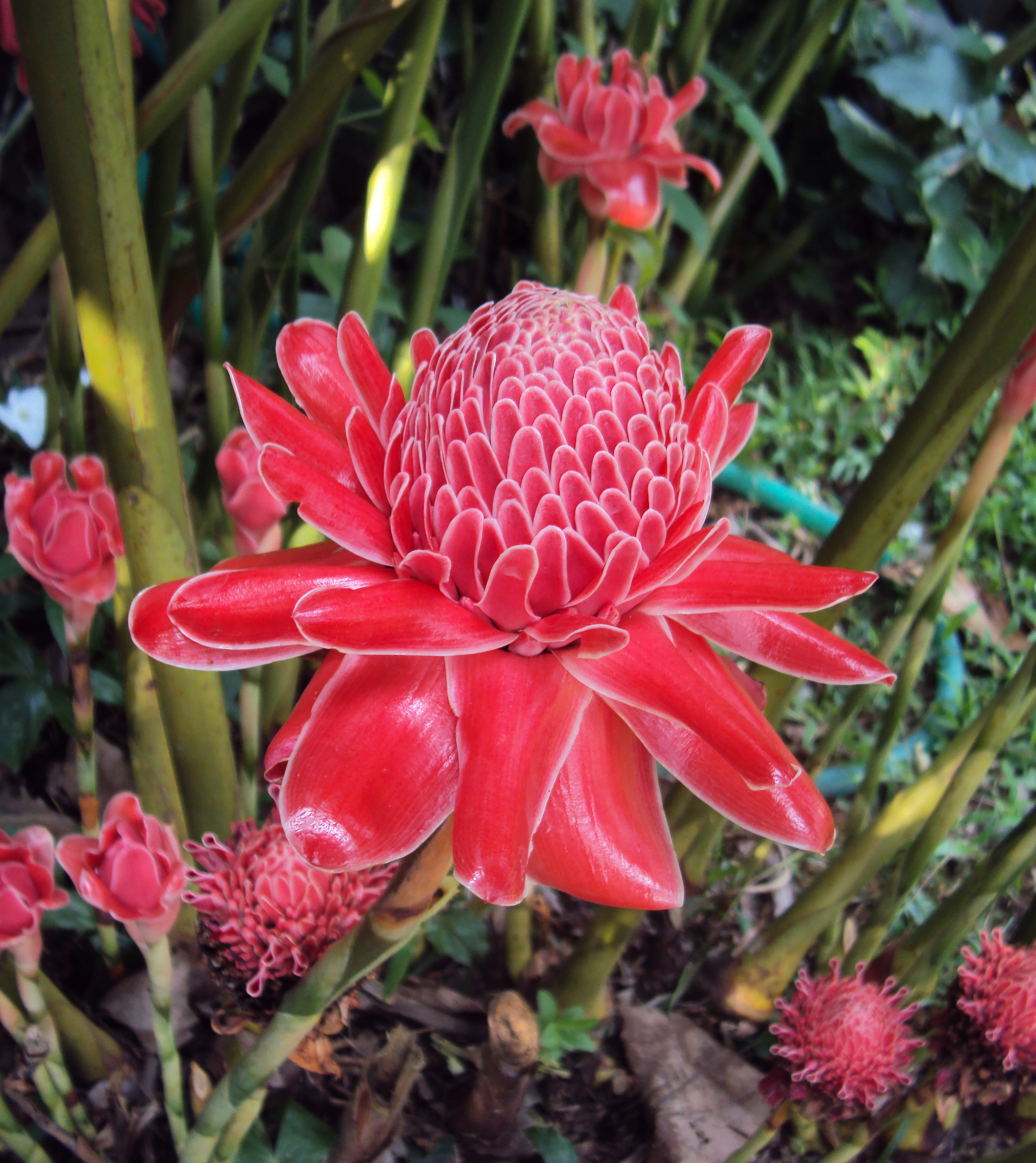
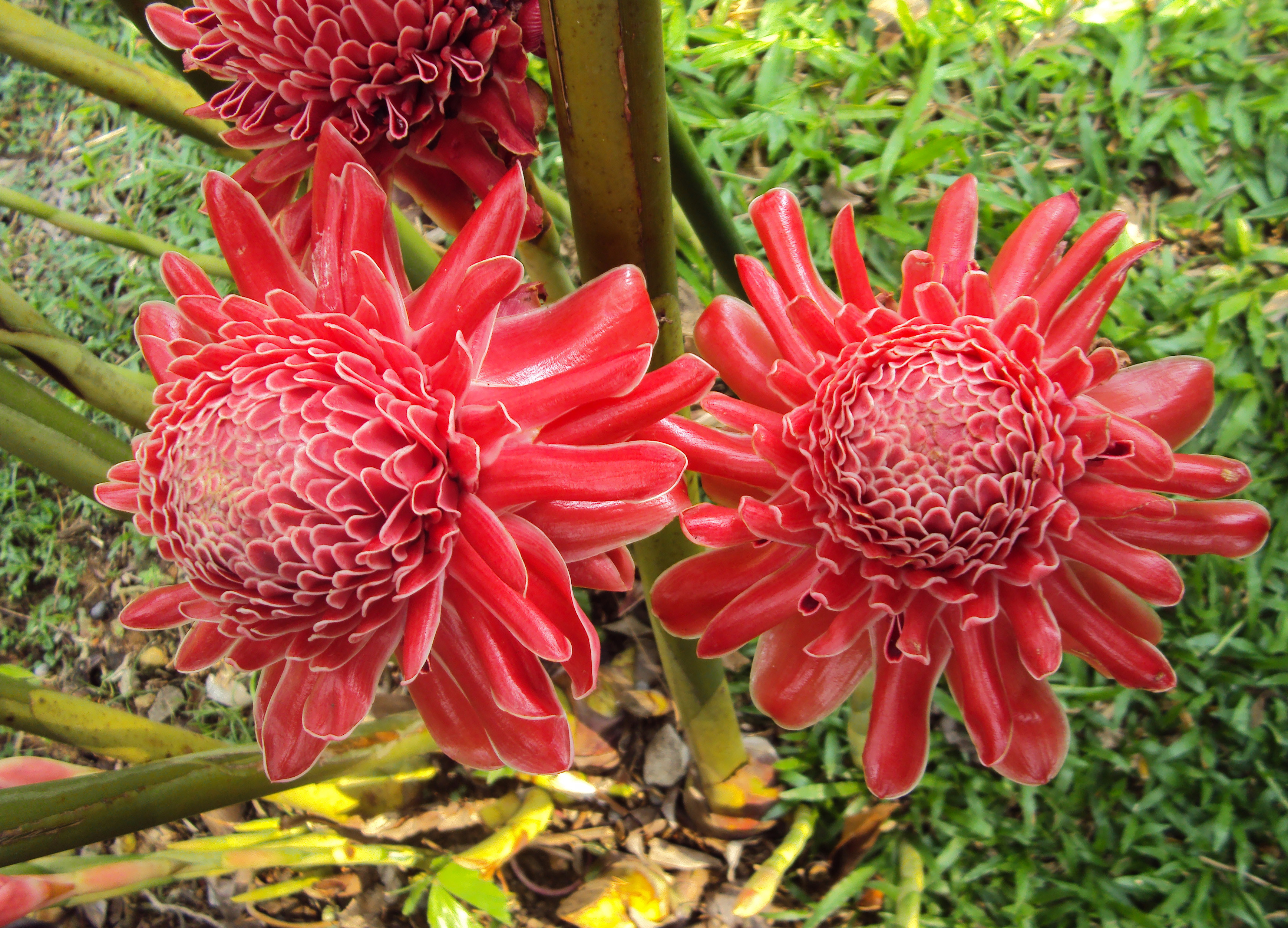

## Dottertaxa tillEtlingera, i alfabetisk ordning[1]
- Etlingera albolutea
- Etlingera amomoides
- Etlingera angustifolia
- Etlingera apus-hang
- Etlingera araneosa
- Etlingera aurantia
- Etlingera australasica
- Etlingera baculutea
- Etlingera balikpapanensis
- Etlingera baramensis
- Etlingera barioensis
- Etlingera belalongensis
- Etlingera brachychila
- Etlingera brevilabrum
- Etlingera bromeliopsis
- Etlingera burttii
- Etlingera calycina
- Etlingera caudiculata
- Etlingera cevuga
- Etlingera coccinea
- Etlingera corneri
- Etlingera corrugata
- Etlingera crispata
- Etlingera dalican
- Etlingera dekockii
- Etlingera densiuscula
- Etlingera dictyota
- Etlingera diepenhorstii
- Etlingera elatior
- Etlingera facifera
- Etlingera fenzlii
- Etlingera fimbriobracteata
- Etlingera foetens
- Etlingera fulgens
- Etlingera goliathensis
- Etlingera gracilis
- Etlingera grandiflora
- Etlingera grandiligulata
- Etlingera harmandii
- Etlingera heliconiifolia
- Etlingera hemisphaerica
- Etlingera heyneana
- Etlingera insolita
- Etlingera inundata
- Etlingera isip
- Etlingera kenyalang
- Etlingera labellosa
- Etlingera lagarophylla
- Etlingera latifolia
- Etlingera linguiformis
- Etlingera littoralis
- Etlingera loerzingii
- Etlingera longifolia
- Etlingera longipetala
- Etlingera longipetiolata
- Etlingera loroglossa
- Etlingera maingayi
- Etlingera megalocheilos
- Etlingera metriocheilos
- Etlingera minor
- Etlingera moluccana
- Etlingera muluensis
- Etlingera muriformis
- Etlingera nasuta
- Etlingera newmanii
- Etlingera otiolophos
- Etlingera palangkensis
- Etlingera pandanicarpa
- Etlingera pauciflora
- Etlingera pavieana
- Etlingera peekelii
- Etlingera philippinensis
- Etlingera polyantha
- Etlingera polycarpa
- Etlingera pubescens
- Etlingera punicea
- Etlingera purpurea
- Etlingera pyramidosphaera
- Etlingera rosamariae
- Etlingera rosea
- Etlingera rubromarginata
- Etlingera rubrostriata
- Etlingera sanguinea
- Etlingera sayapensis
- Etlingera sericea
- Etlingera sessilanthera
- Etlingera solaris
- Etlingera sorsogonensis
- Etlingera subterranea
- Etlingera subulicalyx
- Etlingera sulfurea
- Etlingera triorgyalis
- Etlingera walang
- Etlingera valida
- Etlingera velutina
- Etlingera venusta
- Etlingera versteegii
- Etlingera vestita
- Etlingera xanthoparyphe
- Etlingera yunnanensis